# Apa (Nigeria)
Apa è una delle ventitré aree a governo locale (local government areas) in cui è suddiviso lo Stato di Benue, nella Repubblica Federale della Nigeria.
Conta una popolazione di 96.765 abitanti.